# مجهر دي برولي الذري

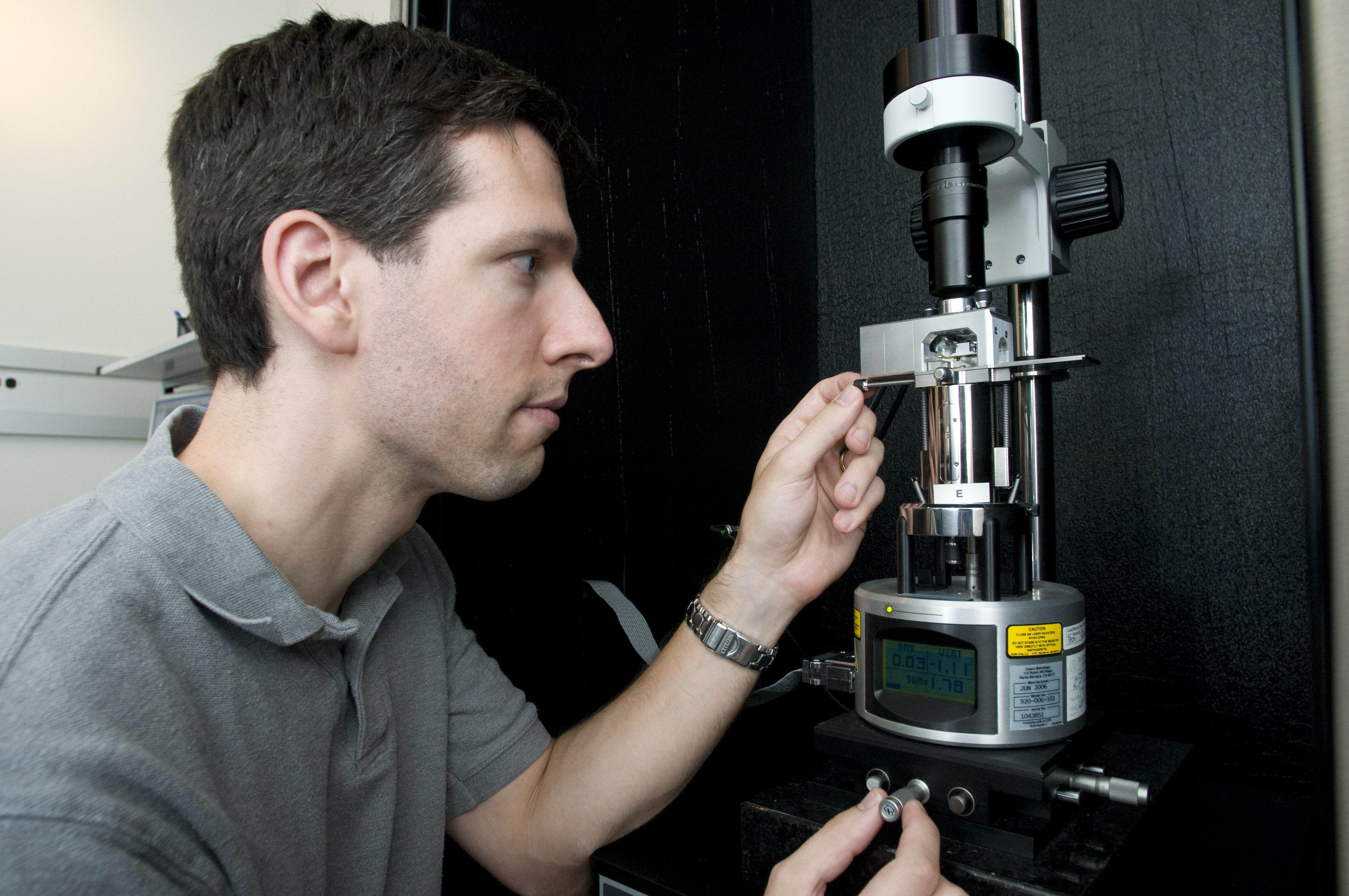

مجهر دي برولي الذري  في الفيزياء (بالإنجليزية:atomic de Broglie microscope) هو مجهر من المفروض أن يستعمل الهيليوم كذرة للتصوير والاختبار من المرجح أن يتوصل إلى تصوير يكون تباينه في حدود النانومتر.

## تاريخ تطوره
تقتصر دقة المجاهر الضوئية على تباين في حود عدة مئات نانومتر، حيث تحدد طول الموجة الضوئية تلك الدقة.
وفكرة استخدام الذرات في التصوير بدلا من الضوء نشرت في المجلات العلمية منذ القرن العشرين.

ومن المنتظر بصفة عامة أن يأتي التصوير بواسطة الذرات المتعادلة بتباين للصورة تعادل تباين التصوير المجاهر الإلكترونية وأن لا تتسبب في فساد العينة، حيث يمكن تحقيق طول الموجة القصير والذي يصل إلى النانومتر وذلك عند طاقة منخفضة لفيض الجسيمات المختبرة. وذكرت إحدى النشرات العلمية المنشورة في عام 1997 : «أن ميكروسكوب ذرات الهيليوم سيكون أداة فريدة للاستخدام كمجهر عاكس وكمجهر نافذ بدون إفساد العينة المختبرة».
"

## تركيز شعاع ذرات متعادلة
حاليا لا تستطيع الوسائل التي تعتمد على الذرات في التصوير أن تنافس المجاهر الإلكترونية والأدوات الأخرى التي تصور العينات الدقيقة. وترجع السبب في ذلك صعوبة تركيز وجمع فيض ذرات متعادلة في بؤرة. ولا توجد مادة تكون شفافة لفيض من الذرات ذات الطاقة المنخفضة. وقد اقترح استخدام عدسة فرنزل

بالإضافة إلى عدة أنواع من المرايا الذرية

وتستغل تلك المرايا جهد الانعكاس الكمومي على جهد كازمير-فان در فال.

## مرايا شريحية
أظهر استخدام المرايا الذرية تقدما كبيرا مع تطور دراسات المواد الصلبة وعلى الأخص في ابتكار مرآة فرنزل للحيود.

ويمكن تفسير الانعكاس الرائع لموجة ذرية على مرآة شريحية على أنه نتيجة تأثير زينو الموضعي.

وعندما تشكل المرآة في شكل القطع الناقص فإنها قد تصلح لتركيز شعاع 1ري في بؤرة لا يزيد اتساعها عن بضعة عشرات نانومتر.

وعندما تتشتت الذرات من تلك البؤرات فإنها تقوم بتصوير الأشياء، بنفس التقنية المستخدمة في المجهر المسح البؤري ومجهر إلكتروني ماسح.
والتصميم الموصوف في الشكل اعلاه هو أحد التصميمات. كما نشرت جامعة كامبريدج فيتصميم آخر للمجهر في صفحتها على الإنترنت.

كما توجد اسفله عدة مراجع في هذا الخصوص. ويمكن تنفيذ هذا النظام للتصوير للتصوير الهولوغرافي في ثلاثة ابعاد وكذلك في حيود فرنزل. وقد تستطيع بعض تلك الطرق إلى حد منافسة الطرق التقليدية في تصوير وفي قياس الأشياء في حيز النانومتر. أنظر النظرة العامة لتقنية النانو (Nanotechnology).

## اقرأ أيضًا
- دالة موجية
- تذبذب
- حيود براج
- قانون براج
- تداخل
- حيود الإلكترونات
- تردد فراغي